# Aydon Castle
Aydon Castle är ett slott i Storbritannien.   Det ligger i grevskapet och kommunen Northumberland i riksdelen England, i den centrala delen av landet, 400 km norr om huvudstaden London. Aydon Castle ligger 116 meter över havet.
Terrängen runt Aydon Castle är platt åt nordost, men åt sydväst är den kuperad. Runt Aydon Castle är det ganska glesbefolkat, med 26 invånare per kvadratkilometer. Närmaste större samhälle är Newburn, 16,3 km öster om Aydon Castle. Trakten runt Aydon Castle består i huvudsak av gräsmarker.